# Yassine Saaoui
Pas d'image ? Cliquez ici

a Compétitions nationales et continentales officielles uniquement.

b Matchs officiels uniquement.
Dernière mise à jour le 5 novembre 2017.
Yassine Saaoui, né le 5 février 1991 à Saint-Étienne, est un joueur international algérien de rugby à XV qui évolue au poste de talonneur au sein de l'effectif de l'US La Seyne.

## Palmarès

### En sélection
- Champion d’Afrique Bronze Cup 2017